# Бред Марш
Чарлз Бредлі Марш (англ. Charles Bradley Marsh; 31 березня 1958, м. Лондон, Канада) — канадський хокеїст, захисник. 
Виступав за «Лондон Найтс» (OMJHL), «Атланта Флеймс», «Калгарі Флеймс», «Філадельфія Флайєрс», «Торонто Мейпл-Ліфс», «Детройт Ред-Вінгс», «Оттава Сенаторс».
В чемпіонатах НХЛ — 1086 матчів (23+175), у турнірах Кубка Стенлі — 97 матчів (6+18).
У складі національної збірної Канади учасник чемпіонату світу 1979 (6 матчів, 1+0). У складі молодіжної збірної Канади учасник чемпіонатів світу 1977 і 1978.
Досягнення
- Срібний призер молодіжного чемпіонату світу (1977), бронзовий призер (1978)
- Учасник матчу всіх зірок НХЛ (1993)

Нагороди
- Трофей Макса Камінскі (1978)